# Błękit pruski
Błękit pruski, błękit Turnbulla (heksacyjanożelazian(II) żelaza(III)), Fe4[Fe(CN)6]3 – nieorganiczny związek chemiczny, mieszana sól kompleksowa zawierająca anion heksacyjanożelazianowy(II) oraz kation żelaza. Wykazuje silne niebieskie zabarwienie, spowodowane absorpcją światła powodującą przeniesienie elektronu pomiędzy atomami żelaza na różnych stopniach utlenienia.

## Otrzymywanie i struktura
Błękit pruski i błękit Turnbulla mają ten sam wzór chemiczny i identyczną budowę krystaliczną, różnią się jedynie sposobem otrzymywania:
błękit pruski – z soli żelaza(III) i heksacyjanożelazianu(II) potasu:
Fe3+ + K+ + [FeII(CN)6]4−
błękit Turnbulla – z soli żelaza(II) i heksacyjanożelazianu(III) potasu:
Fe2+ + K+ + [FeIII(CN)6]3−
Po zmieszaniu roztworów reagentów, w obu przypadkach natychmiast pojawia się intensywny niebieski kolor produktu. W roztworze występuje równowaga redox pomiędzy wolnymi i skompleksowanymi jonami żelaza:
Fe3+ + [FeII(CN)6]4− ⇌ Fe2+ + [FeIII(CN)6]3−
która ustala się po ok. 2–3 min i jest przesunięta w prawo. W ciele stałym przeciwnie, atomy Fe(II) związane są z atomami węgla grupy cyjankowej tworząc oktaedryczny kompleksowy anion heksacyjanożelazianowy(II). Atomy Fe(III) otoczone są sześcioma atomami azotu grupy CN.
Pomimo że pierwsze doniesienia o identyczności błękitu pruskiego i Turnbulla pochodzą z roku 1936 i są potwierdzone późniejszymi badaniami, związki bywają uważane za odmienne (błękitowi Turnbulla przypisuje się wzór FeII3[FeIII(CN)6]2, co wynika prawdopodobnie z trudności analitycznych związanych z różnicą w stopniach utlenienia atomów żelaza w roztworze i w ciele stałym).

## Zastosowanie
Stosowany jest głównie jako pigment do farb, służy także jako substancja elektroaktywna w elektrochemii. Może być również wykorzystany jako czynnik kompleksujący w leczeniu zatruć metalami ciężkimi, szczególnie talem i radioaktywnym cezem. Stosowany jest również w chemii analitycznej jako produkt reakcji wykrywania kationu żelaza(II) w drugiej grupie kationów. Powstawanie błękitu pruskiego/Turnbulla jest bardzo czułą reakcją, stosowaną w tzw. próbach pierwotnych (w chemii analitycznej), pod warunkiem, że nieobecne są jony Mn2+, Ni2+ lub Co2+.

## Historia
Po raz pierwszy został wytworzony w 1709 r. przez farmaceutę Johanna Konrada Dippela, który chcąc uzyskać czerwoną barwę, omyłkowo wymieszał wywar z koszenili, siarczan żelaza i węglan potasu (który wcześniej posłużył do ratyfikowania oleju zwierzęcego). Zamiast czerwieni uzyskał błękit, któremu nadał nazwę „berlińskiego”.
Kolor ten został przyjęty jako barwa armii pruskiej, w odróżnieniu od kolorów zielonego armii rosyjskiej (bazującego na barwnikach roślinnych) i niebieskiego armii francuskiej i bawarskiej (bazujących na barwniku indygo). Barwnik pruski w praktyce okazał się trudny do utrzymania w czystości – spierał się w kontakcie z mydłem.
W XIX wieku stosowany był dla odczytania palimpsestów.
Jeden z barwników stosowanych przez więźniów do wykonywania tatuaży.